# 김성주 (1999년)
김성주(한국 한자: 金成柱, 1999년 2월 21일 ~ )는 대한민국의 축구 선수로, 포지션은 센터백이다. 현재 K리그2 천안 시티 FC 소속이다.